# Decembrie 2011
Acest articol este generat integral pe baza informațiilor din articolul 2011 și este actualizat periodic de un robot.
 Editările făcute în articol vor fi șterse la următoarea actualizare! Dacă doriți să faceți modificări, editați articolul-sursă.

ianuarie -
februarie -
martie -
aprilie -
mai -
iunie -
iulie -
august -
septembrie -
octombrie -
noiembrie -
decembrie
Decembrie 2011 a fost a douăsprezecea lună a anului, a început într-o zi de joi și s-a terminat într-o zi de sâmbătă.

## Evenimente

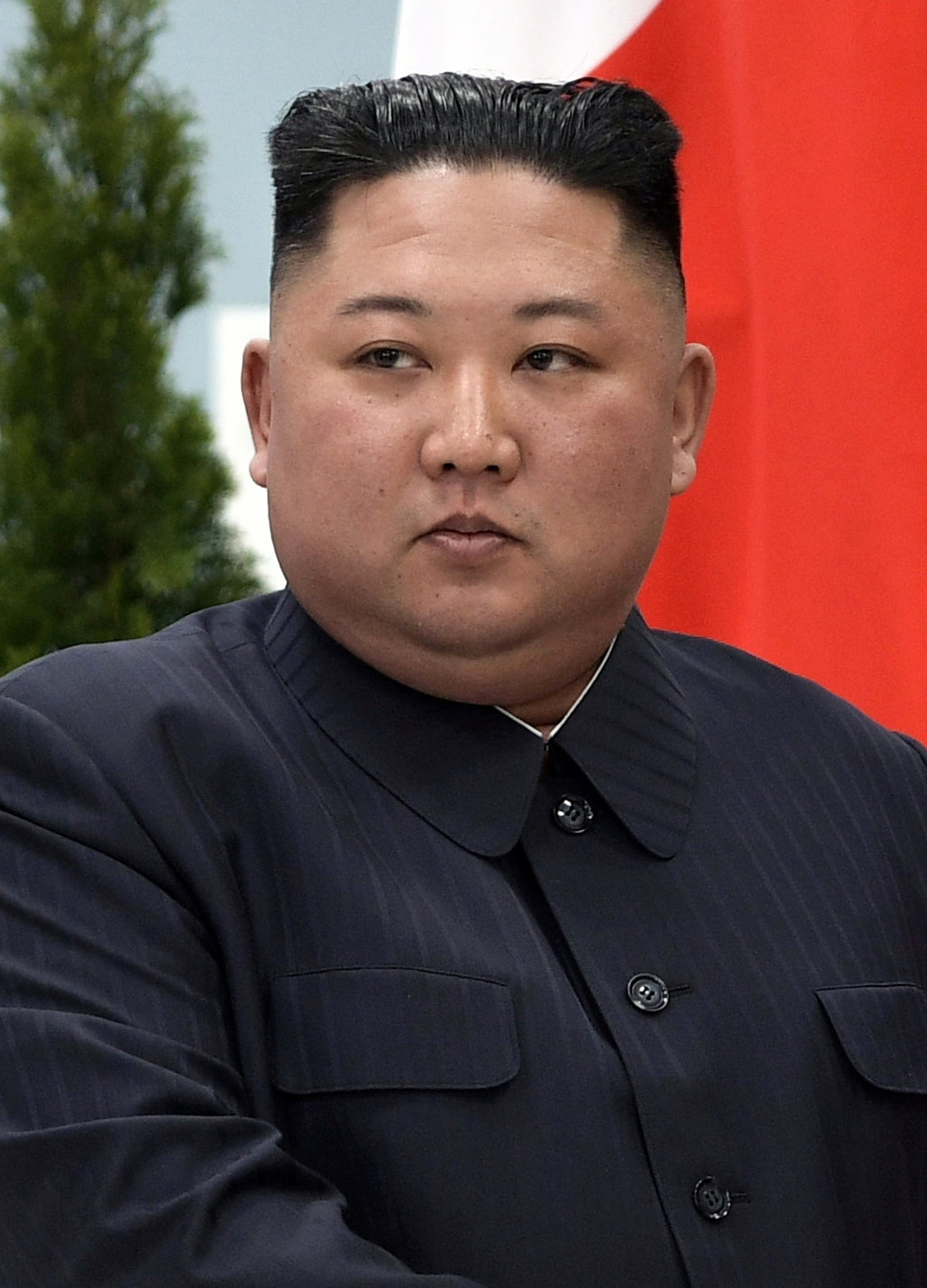
Kim Jong-un devine noul „lider suprem” al Coreei de Nord

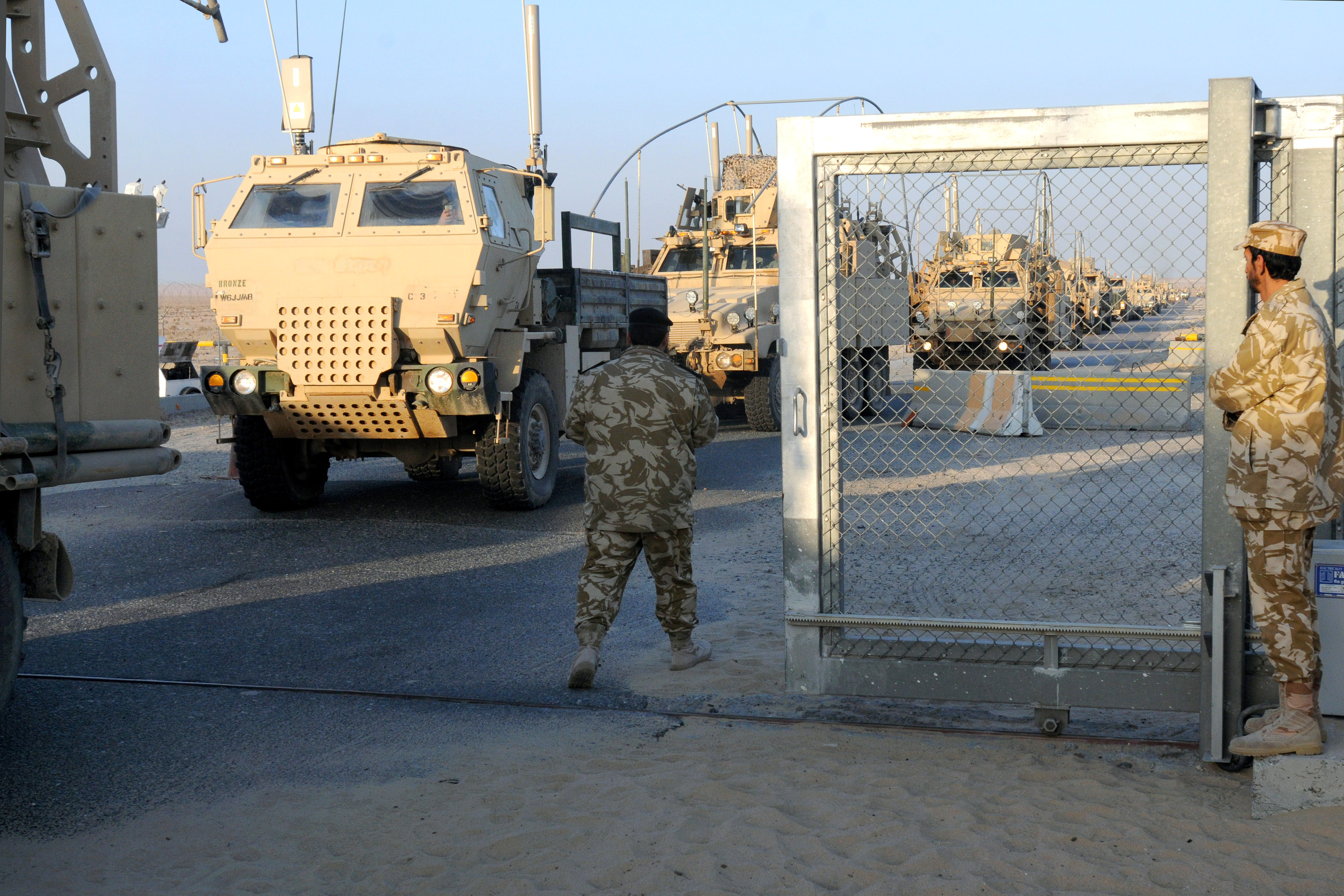
Ultimul convoi american se retrage din Irak

- 3-16 decembrie: Campionatul Mondial de Handbal Feminin din Brazilia.
- 11 decembrie: Fostul dictator panamez Manuel Noriega a fost extrădat din Franța și s-a întors în Panama unde a fost condus la închisoare cu măsuri de securitate impresionante. Condamnat în Panama la 60 de ani de închisoare pentru asasinarea opozanților săi, a petrecut 20 de ani în închisorile americană și franceză pentru trafic de droguri și spălare de bani.
- 14 decembrie: Tabloul În iatac al lui Nicolae Tonitza a fost vândut pentru suma record de 290.000 de euro.
- 16 decembrie: Rusia a fost acceptată în Organizația Mondială a Comerțului, după 18 ani de negocieri.
- 16 decembrie: SUA transferă Irakului ultima bază militară de care dispuneau în această țară. Până la sfârșitul anului, cei 4.000 de militari americani care mai sunt prezenți în Irak vor părăsi țara.
- 19 decembrie: Televiziunea din Coreea de Nord a anunțat moartea comandantului suprem Kim Jong-il care a survenit la 17 decembrie. S-a decretat doliu național până în 28 decembrie, când va fi înhumat.
- 23 decembrie: Lideri din întreaga lume au participat la funerariile fostului președinte al Cehiei și dizidentului Václav Havel.
- 24 decembrie: Presa din Coreea de Nord îl numește pe Kim Jong-un, unul dintre cei trei fii ai ultimului lider coreean Kim Jong-il, „comandant suprem”.

## Decese
- 1 decembrie: Solomon Abera, 42 ani, jurnalist, prezentator de știri, eritreean (n. 1968)
- 1 decembrie: Andrei Blaier, 78 ani, regizor și scenarist român (n. 1933)
- 1 decembrie: Leon Volovici, 73 ani, istoric român de etnie evreiască (n. 1938)
- 1 decembrie: Christa Wolf, 82 ani, scriitoare germană născută în Polonia (n. 1929)
- 2 decembrie: Vergiu Cornea, 98 ani, dansator și coregraf român (n. 1912)
- 4 decembrie: Sócrates, (Sócrates Brasileiro Sampaio de Souza Vieira de Oliveira), 57 ani, fotbalist brazilian (atacant), (n. 1954)
- 5 decembrie: Peter Gethin, 71 ani, pilot britanic de Formula 1 (n. 1940)
- 5 decembrie: Violetta Villas (n. Czesława Maria Gospodarek), 73 ani, cântăreață, actriță poloneză de film și teatru, compozitoare (n. 1938)
- 6 decembrie: Victor Dumbrăveanu, 65 ani, prozator din R. Moldova (n. 1946)
- 6 decembrie: Horia Văsioiu, 56 ani, deputat român (1996-2000), (n. 1955)
- 7 decembrie: Harry Morgan (n. Henry Bratsburg), 96 ani, actor american (n. 1915)
- 7 decembrie: Nelson Trad, 81 ani,  avocat și politician brazilian (n. 1930)
- 8 decembrie: Mihai Botez, 89 ani, sportiv român (gimnastică artistică), (n. 1922)
- 10 decembrie: Verginia Șerbănescu, 65 ani, senator român (2004-2008), (n. 1946)
- 11 decembrie: Vasile Arvinte, 83 ani, profesor universitar român (n. 1927)
- 11 decembrie: Mihnea Gheorghiu, 92 ani, scriitor, traducător și cineast român (n. 1919)
- 11 decembrie: Leonida Lari-Iorga, 62 ani, publicistă, politiciană din R. Moldova (n. 1949)
- 12 decembrie: Mălina Olinescu, 37 ani, interpretă română de muzică pop, fiica Doinei Spătaru (n. 1974)
- 14 decembrie: Graham Booth, 71 ani, politician britanic (n. 1940)
- 15 decembrie: Christopher Hitchens (Christopher Eric Hitchens), 62 ani, scriitor britanic (n. 1949)
- 16 decembrie: Ulf Aas, 92 ani, artist norvegian (n. 1919)
- 17 decembrie: Cesária Évora, 70 ani, cântăreață capverdiană (n. 1941)
- 17 decembrie: Kim Jong-il, 69 ani, lider suprem al Coreei de Nord (1994-2011), (n. 1941/1942)
- 18 decembrie: Vaclav Havel, 75 ani, președinte al Cehoslovaciei/Cehiei (1989-1992), (n. 1936)
- 18 decembrie: László Lőrinczi, 92 ani, scriitor și traducǎtor maghiar de etnie română (n. 1919)
- 18 decembrie: Václav Havel, politician ceh (n. 1936)
- 19 decembrie: Mariana Șora, 94 ani, scriitoare și traducătoare română de etnie maghiară (n. 1917)
- 19 decembrie: Vasile Vatamanu, 56 ani, jurnalist și politician din R. Moldova (n. 1955)
- 20 decembrie: Ernő Borbély, 60 ani, deputat român (1990-1992), (n. 1951)
- 21 decembrie: Andrei Negru, 74 ani, botanist din R. Moldova (n. 1937)
- 26 decembrie: Ion Bercea, 81 ani, medic veterinar român (n. 1930)